# أندي نوكس
أندي نوكس (بالإنجليزية: Andy Knox)‏ هو لاعب كرة قاعدة أمريكي، ولد في 6 يناير 1864 في فيلادلفيا في الولايات المتحدة، وتوفي بنفس المكان في 14 سبتمبر 1940.

## وصلات خارجية
- أندي نوكس على موقعبيزبول رفرنس.كوم (الدوري الرئيسي) (الإنجليزية)
- أندي نوكس على موقعبيزبول رفرنس.كوم (الدوري الثانوي) (الإنجليزية)